# Хайтем Дахлаві
Хайтем Дахлаві (араб. هيثم الدخلاوي; нар. 17 листопада 1994) — туніський борець вільного стилю, чемпіон та срібний призер чемпіонатів Африки, учасник Олімпійських ігор.

## Життєпис
У 2011 році став бронзовим призером чемпіонату Африки серед кадетів. У 2016 намагався пробитися на літні Олімпійські ігри в Ріо-де-Жанейро через Олімпійський кваліфікаційний турнір, що проходив в Алжирі, але посів лише сьоме місце. У 2018 здобув срфбну медаль чемпіонату Африки у ваговій категорії до 65 кг. У 2020 році став чемпіоном Африки у ваговій категорії до 70 кг. У квітні 2021 року переміг на Олімпійському кваліфікаційному турнірі, що відбувся в туніському місті Хаммамет, що дозволило йому вибороти ліцензію на участь в літніх Олімпійських іграх 2020 року в Токіо.

## Спортивні результати на міжнародних змаганнях

### Виступи на Олімпіадах
| Змагання                    | Збірна | Вагова категорія          | Місце |
| --------------------------- | ------ | ------------------------- | ----- |
| Літні Олімпійські ігри 2020 | Туніс  | вільна боротьба, до 65 кг |       |

### Виступи на Чемпіонатах Африки
| Змагання                         | Збірна | Вагова категорія          | Місце  |
| -------------------------------- | ------ | ------------------------- | ------ |
| Чемпіонат Африки з боротьби 2017 | Туніс  | вільна боротьба, до 61 кг | 5      |
| Чемпіонат Африки з боротьби 2018 | Туніс  | вільна боротьба, до 65 кг | Срібло |
| Чемпіонат Африки з боротьби 2019 | Туніс  | вільна боротьба, до 70 кг | 4      |
| Чемпіонат Африки з боротьби 2020 | Туніс  | вільна боротьба, до 70 кг | Золото |

### Виступи на Кубках світу
| Змагання                    | Збірна | Вагова категорія          | Місце |
| --------------------------- | ------ | ------------------------- | ----- |
| Кубок світу з боротьби 2020 | Туніс  | вільна боротьба, до 70 кг | 18    |

### Виступи на інших змаганнях
| Змагання                                                       | Збірна | Вагова категорія          | Місце  |
| -------------------------------------------------------------- | ------ | ------------------------- | ------ |
| Меморіал Абделазіза Услаті 2015                                | Туніс  | вільна боротьба, до 61 кг | 4      |
| Олімпійський кваліфікаційний турнір з боротьби 2016 (Алжир)    | Туніс  | вільна боротьба, до 65 кг | 7      |
| Турнір Дана Колова — Николи Петрова 2017                       | Туніс  | вільна боротьба, до 61 кг | 28     |
| Турнір Дана Колова — Николи Петрова 2019                       | Туніс  | вільна боротьба, до 70 кг | 11     |
| Турнір Яшара Догу 2019                                         | Туніс  | вільна боротьба, до 74 кг | 16     |
| Меморіал Іона Корнеану і Ладислава Сімона 2019                 | Туніс  | вільна боротьба, до 70 кг | 5      |
| Олімпійський кваліфікаційний турнір з боротьби 2021 (Хаммамет) | Туніс  | вільна боротьба, до 65 кг | Срібло |
| Турнір Яшара Догу 2021                                         | Туніс  | вільна боротьба, до 70 кг | 15     |

### Виступи на змаганнях молодших вікових груп
| Змагання                                       | Збірна | Вагова категорія          | Місце  |
| ---------------------------------------------- | ------ | ------------------------- | ------ |
| Чемпіонат Африки з боротьби серед кадетів 2011 | Туніс  | вільна боротьба, до 50 кг | Бронза |